# Brasiliansk litteratur

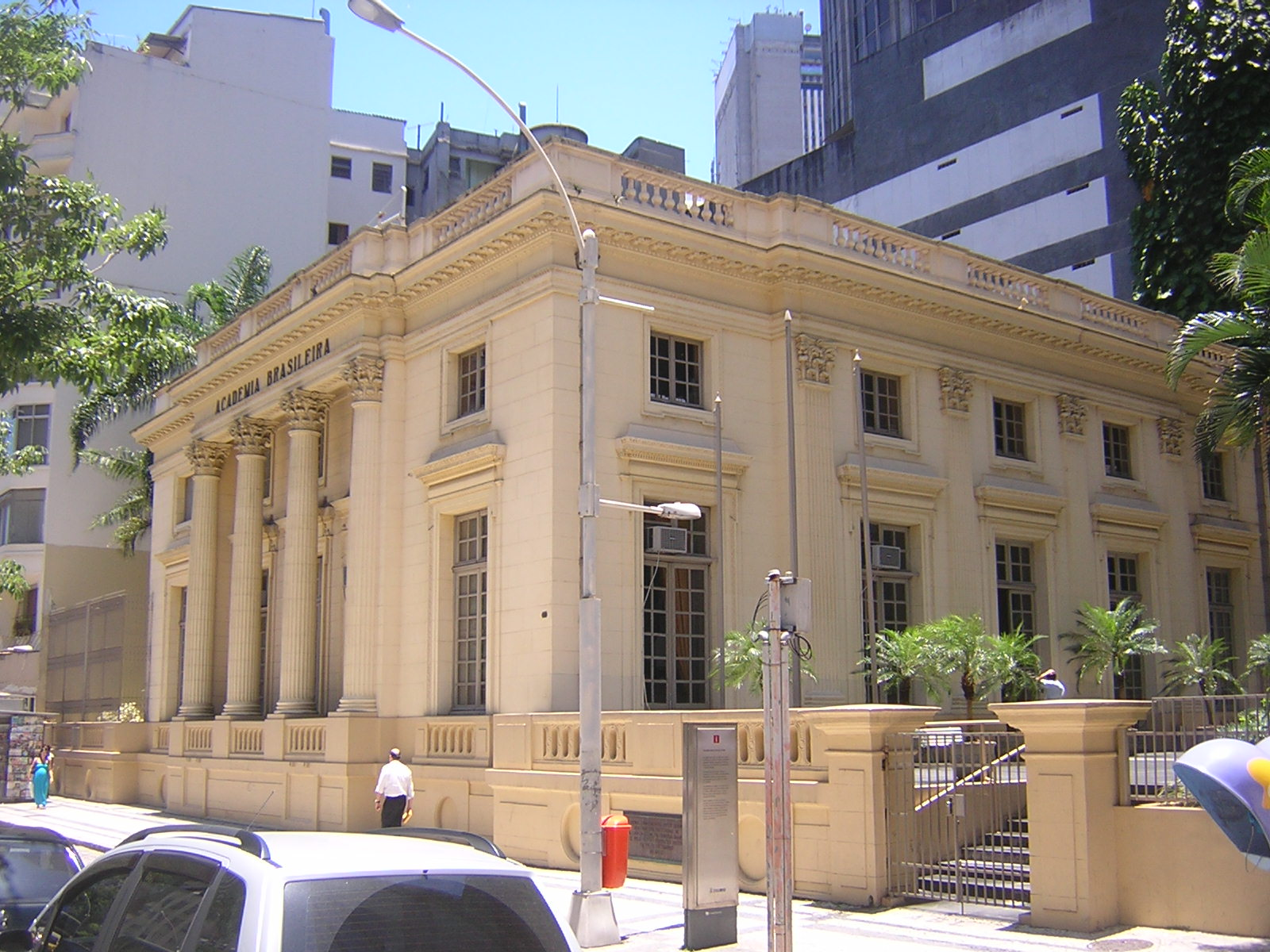
Brasilianska litterära akademien (Academia Brasileira de Letras), med säte i Rio de Janeiro, är sedan 1897 viktig symbol för brasiliansk litteratur.

Brasiliansk litteratur är litteratur skriven i Brasilien och i regel på portugisiska. Den föddes på 1500-talet, av europeiska invandrare i den dåvarande portugisiska kolonin. Sedan Brasiliens självständighet har den etablerats som en litteratur åtskild från övrigt litteratur på portugisiska. Den kanske mest framgångsrika av författarna från Brasilien är Paulo Coelho.

## Historia

### 1500- till 1700-talet
Den första perioden inom den brasilianska litteraturen inföll från 1500-talet till 1700-talets början. Då var landet en portugisisk koloni som höll på att befolkas av invandrare. Litteraturen bestod till att börja med i hög grad av beskrivningar av och krönikor om det nya och okända landet. Därefter uppstod verk som beskrev olika sorters myter och en början till ett nationellt uppvaknande skilt från moderlandet i Europa.
På 1700-talet bildades ett antal litterära sällskap, främst koncentrerat till Bahia och Rio de Janeiro.

### 1800-talet
I samband med Brasiliens självständighet 1822 fick den brasilianska litteraturen en ny medvetenhet. 1825 skrevs i Frankrike den första boken om brasiliansk litteraturhistoria – Resumé d'histoire littéraire du Brésil, författad av Ferdinand Denis.
Under 1800-talet genomgick brasiliansk litteratur en romantiskt präglad utveckling. Man beskrev de infödda indianerna som något äkta, i kontrast till kolonisatörerna. Antônio Gonçalves Dias, Antônio Gonçalves Dias och Antônio Federico Castro Alves var viktiga inom den romantiska poesin, medan José de Alencar och Manuel Antônio de Almeida var stora namn inom den romantiska prosan.

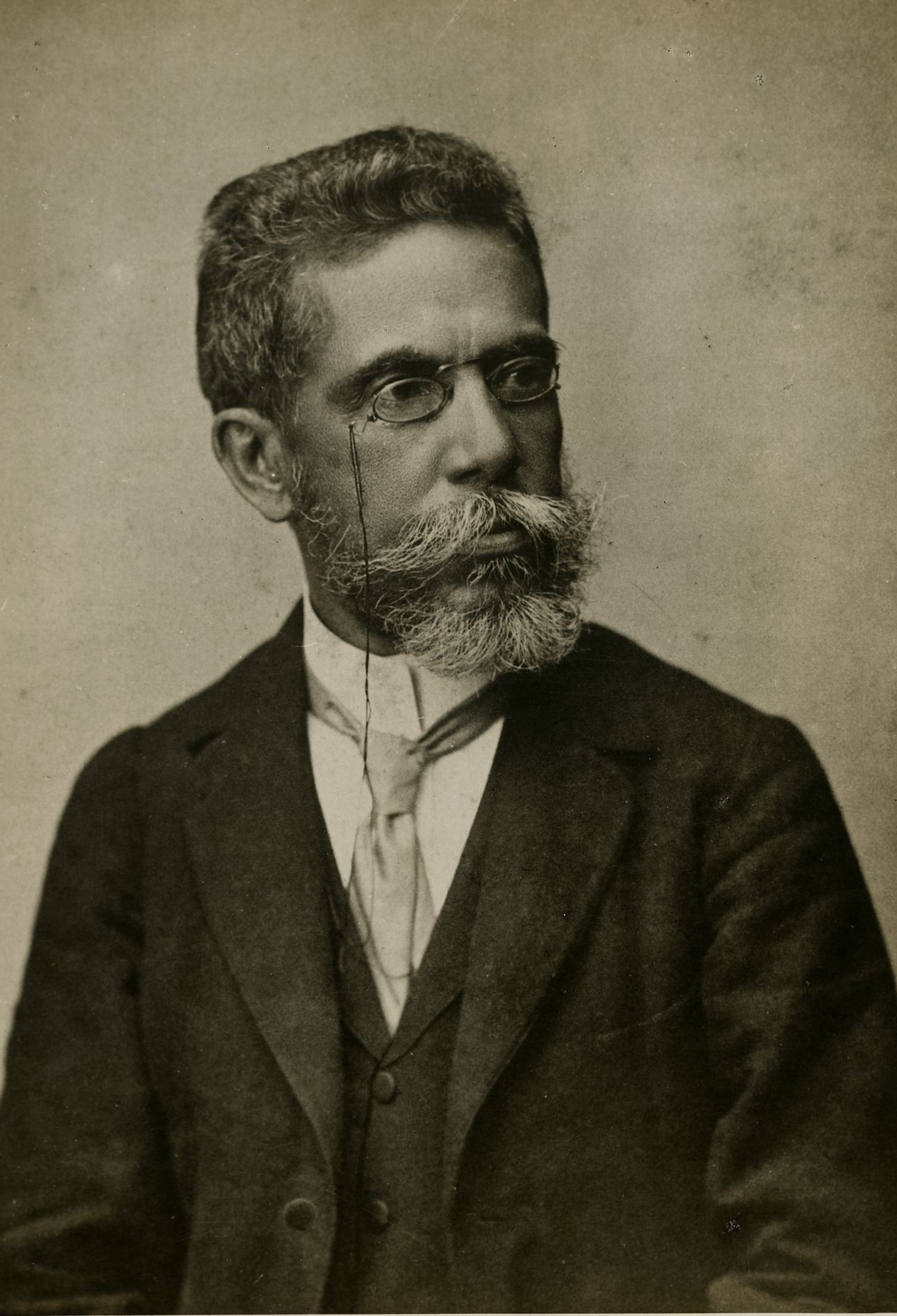
J.M. Machado de Assis (1839–1908) var kanske 1800-talets störste författare. Han grundade 1897 Academia Brasileira de Letras och var dess förste ordförande.

Vid övergången från romantiken till realismen presenterade sig J.M. Machado de Assis. Han grundade 1897 Academia Brasileira das Letras (Brasilianska litterära akademien). Representanter för naturalismen var Aluízio Azevedo och H.M. Coelho Neto.

### Modernism och konkret poesi
I början av 1900-talet expanderade det brasilianska litterära livet. J.B. Monteiro Lobato grundade det första större brasilianska bokförlaget; tidigare hade många brasilianska böcker tryckts i Europa.
I samband med 1922 års stora evenemang för modern konst i São Paulo föddes den brasilianska modernismen. Här framträdde namn som Mário de Andrade, Oswald de Andrade, Ronald de Carvalho, Manuel Bandeira, Jorge de Lima, Murilo Mendes, Cassiano Ricardo, Cecília Meireles och Carlos Drummond de Andrade.
På 1950-talet föddes i São Paulo den konkreta poesin, med namn som röderna Haroldo och Augusto de Campos samt Décio Pignatari. Riktningen var en ny avantgardism, 30 år efter modernismen. De bidrog också till att upptäcka den delvis bortglömde men säregne 1800-talspoeten Sousândrade.
Den realistiska traditionen fortsatte och vidareutvecklades dock inom prosan. Modernismen inom poesin var i mångt och mycket knuten till storstäderna, medan romanförfattarna oftare tog upp livet hos och förtrycket av de fattiga på landsbygden. Inte minst i nordöstra Brasilien framträdde nu författare som José Lins do Rego, Graciliano Ramos, Jorge Amado och Raquel de Queiroz. 1900-talets store förnyare av språket inom prosan var dock João Guimarães Rosa från det torra inlandets Minas Gerais.

### Senare år
Litteraturen var utsatt för starka utmaningar under den brasilianska militärdiktaturen från 1964 till i början av 1980-talet. Nya författarnamn som uppmärksammat internationellt har varit Osman Lins, Clarice Lispector, Nélida Piñon, Antônio Callado, Renato Tapajós, Artur J. Poerner, Moacyr Scliar och Fernando Gabeira. Mest kommersiellt framgångsrik har kanske Paulo Coelho blivit.
Tre av 2010-talets mest lovande unga författare är Michel Laub, Vanessa Bárbara och Daniel Galera.

## Bildgalleri

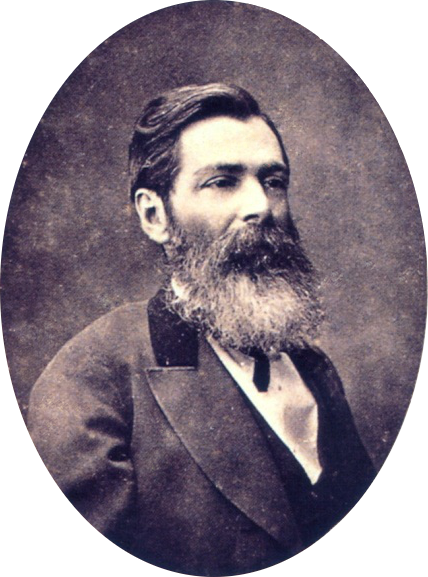
José de Alencar (1829–77) var en av 1800-talets viktigaste romantiska författare.
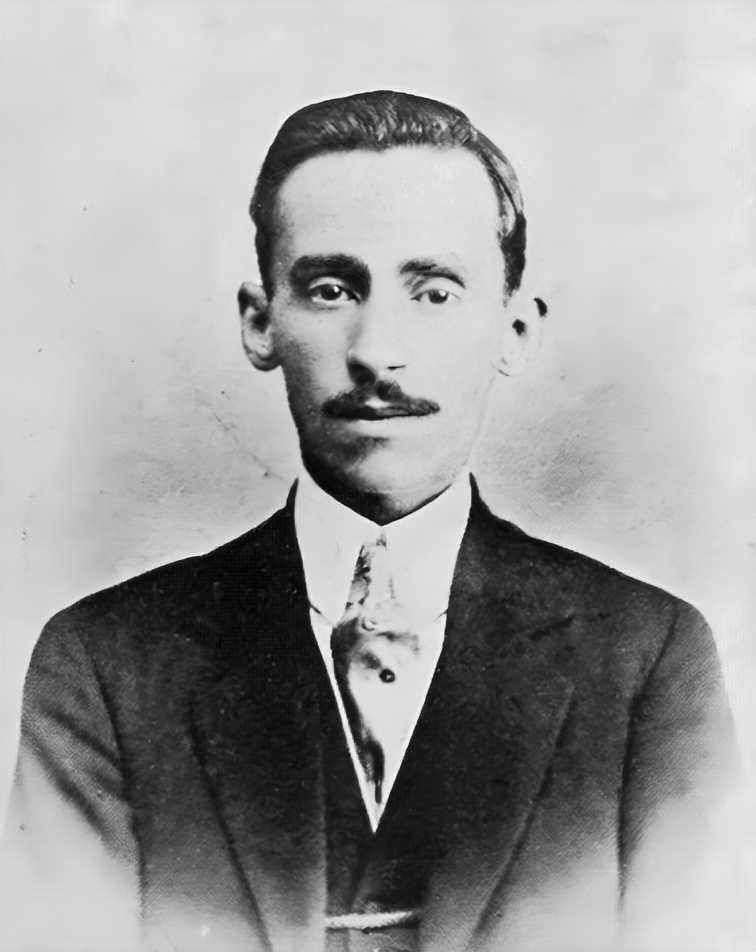
Augusto dos Anjos (1884–1914) räknas som den förste modernistiske poeten i landet.
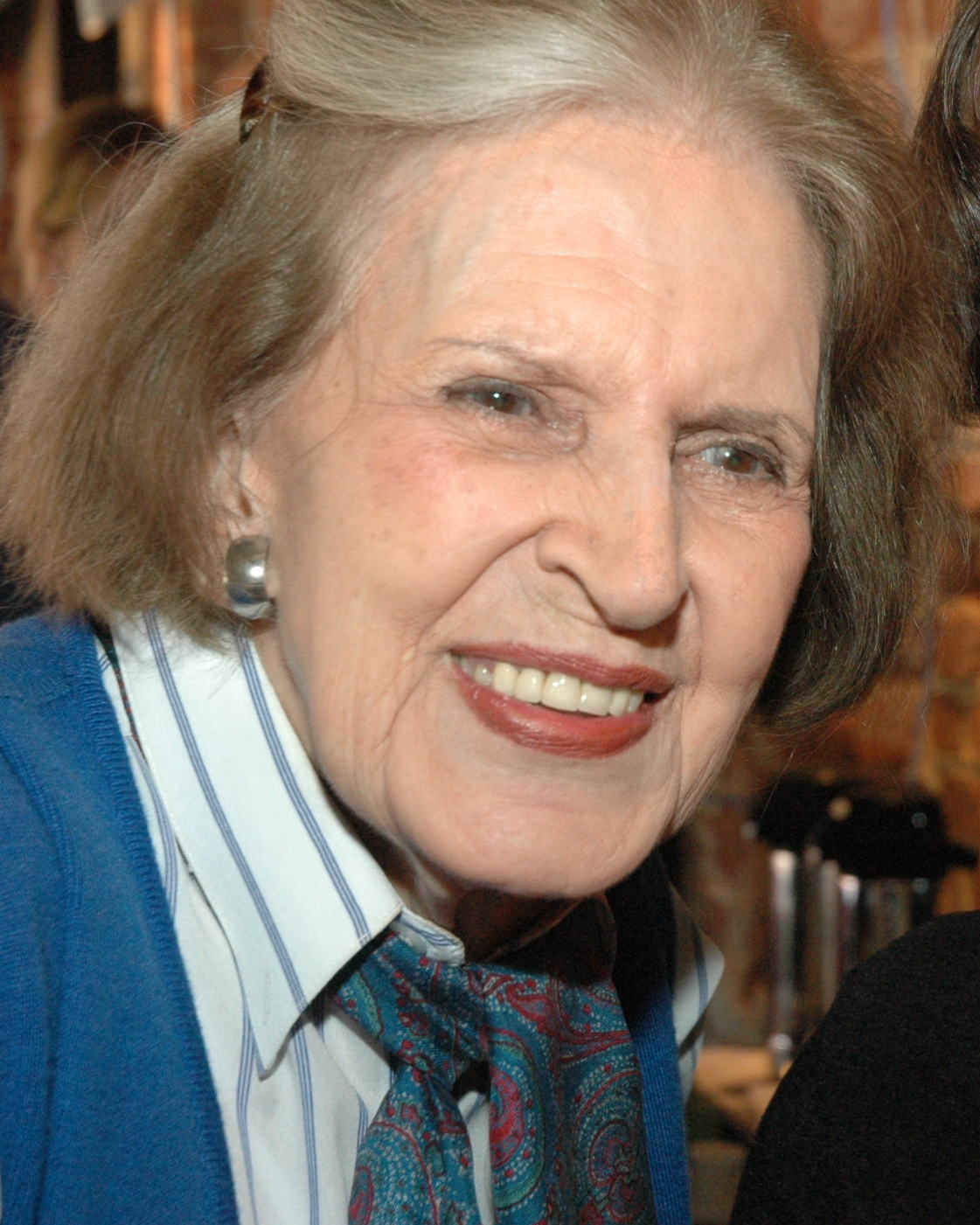
Lygia Fagundes Telles (född 1923) har varit en av 1900-talets viktigaste kvinnliga författare.
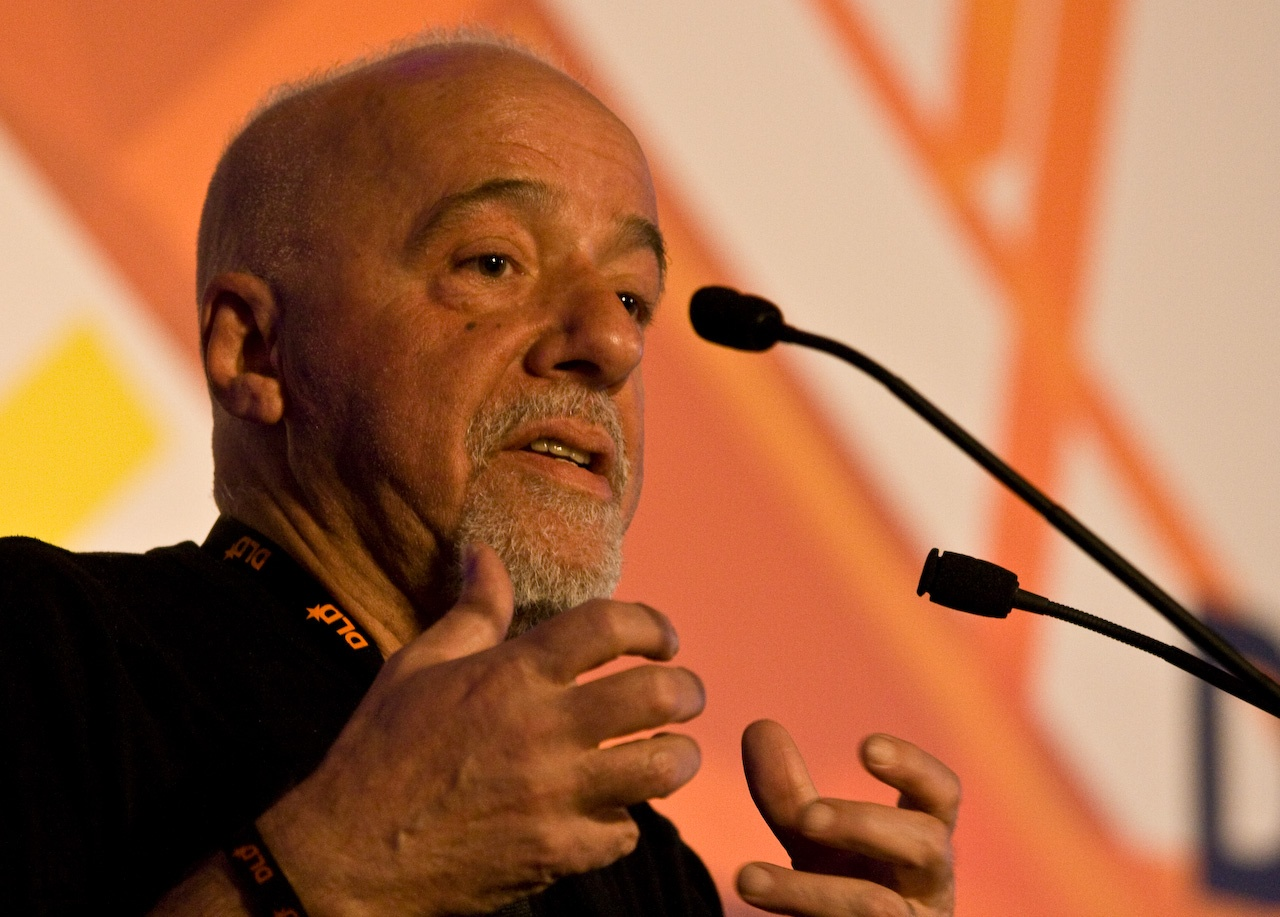
Paulo Coelhos (född 1947) böcker har sålts i 150 miljoner exemplar på 80 språk.

## Källhänvisningar
1. 1 2 3 4 5 6 7 8 9 10  Kjell A. Johansson: "Brasilien: Litteratur". Arkiverad 14 juli 2014 hämtat från the Wayback Machine. NE.se. Läst 10 juli 2014.
2. ↑  "Seminarieprogrammet är klart!". Arkiverad 14 juli 2014 hämtat från the Wayback Machine. Bokmassan.se, 2014-05-26. Läst 10 juli 2014.